# 脛脊
脛脊（英語：cnemial crest）是一个位於脛跗骨或脛骨頂部的峰脊狀結構，這種結構存在於許多爬行類（包含鳥類和恐龍）和哺乳動物中。大腿的伸肌主要依附在這一結構上。